# Ottramne
Ottramne ou Otran, mort probablement le 16 septembre 884, est un archevêque de Vienne, de la seconde moitié du IXe siècle.

## Biographie
Ottramne (latin Ottramnus, Ottrannus,), que l'on trouve également sous les formes Octranne, Odtramne, Oltramne, Otramne, Oterame, Otram, Otran, serait d'origines nobles, selon le jésuite Claude Charvet (1761). Ce dernier indique que l'on ne connaît pas sa province de naissance et avance l'hypothèse d'un lien avec le comte Otram, présent à l'Assemblée de Sermorens (v. 850).
Ottramne remplace sur le siège archiépiscopal de Vienne, Saint Adon, mort le 16 décembre 875,,. Il est donc élu entre cette date et le mois de juin 876, où il est mentionné à la tête de l'Église de Vienne.
Il est présent au concile de Ponthion, en 876,. À cette occasion, Charles II dit « le Chauve » est reconnu empereur. Il assiste au concile de Troyes, qui se déroule deux ans plus tard, présidé par le pape Jean VIII.
Il est également présent au concile de Mantaille, qui a lieu le 15 octobre 879, et au cours duquel Boson, comte d'Autun, est proclamé « roi de Bourgogne ». L'historien René Poupardin (1901) considère qu'Ottramne était à la tête des « meneurs ». Il aurait ainsi « [fait] croire aux membres de l'assemblée que la conduite de Boson était approuvée par son protecteur et père spirituel de l'année précédente, le pape Jean VIII ». Ce rôle lui vaut les remontrances du pape, qui le blâme par lettres,. La tension perdure lorsque le pape intervient pour désigner l'évêque de Genève, Optandus, à la demande de l'empereur Charles le Gros, contre l'avis Ottramne,,. Genève est suffragant de Vienne. Ottramne fait enfermer Optandus et désigne un autre évêque,. Le pape le menace d'excommunication s'il ne réintègre pas Optandus, qu'il avait consacré, et le somme de venir au synode de Rome, du 24 septembre,.
La dernière mention du prélat remonte à un acte du 15 novembre 883,.
L'année de la mort d'Ottramne fait débat. Il meurt, selon le Catalogue, le « 16 septembre de la neuvième de son épiscopat ». L'abbé et historien Ulysse Chevalier, dans sa Notice chronologico-historique sur les archevêques de Vienne (1879), retient le 16 septembre 885, tout comme son prédécesseur Claude Charvet (1761) qui concluait « Ainsi l'on ne peut gueres douter que ce ne soit en 885 que le siège de Vienne ait vacqué ». Quelques années plus tard, l'auteur corrige l'année dans le Regeste dauphinois (1912), en donnant le 16 septembre 884, rejoignant les calculs des historiens René Poupardin (1901) ou de Louis Duchesne (1907).
Son successeur, Bernoin n'est mentionné qu'à partir de l'année 886,.

### Regeste dauphinois
1. 1 2  Regeste dauphinois, p. 145, Tome 1, Fascicules 1-3, Acte no 850 16 septembre 884 (présentation en ligne).
2. 1 2  Regeste dauphinois, p. 144, Tome 1, Fascicules 1-3, Acte no 849 (présentation en ligne).
3. 1 2 3 4  Regeste dauphinois, p. 143, Tome 1, Fascicules 1-3, Actes no 842, no 843, février/mai (882) (présentation en ligne).
4. ↑  Regeste dauphinois, p. 143, Tome 1, Fascicules 1-3, Acte no 841, (février/mai 882) (présentation en ligne).

### Autres références
1. ↑  (la) Jean-Barthélemy Hauréau, Gallia christiana, vol. XVI, Paris, 1865, coll. 51 (présentation en ligne)
2. 1 2 3 4  Louis Duchesne, Fastes épiscopaux de l'ancienne Gaule. Provinces du Sud-Est (tome premier), Paris, Albert Fontemoing. Anc. Thorin et fils, 1907, 2e éd., 376 p. (lire en ligne), p. 210-211.
3. 1 2 3 4  Paul Lullin et Charles Le Fort, Régeste genevois ou Répertoire chronologique et analytique des documents imprimés relatifs à l'histoire de la ville et du diocèse de Genève avant l'année 1312, Société d'histoire et d'archéologie de Genève, 1866, 542 p. (lire en ligne), p. 30-31.
4. ↑  Louis Duchesne, Fastes épiscopaux de l'ancienne Gaule. Provinces du Sud-Est (tome premier), vol. 3, Paris, Thorin et fils, 1894, 356 p. (lire en ligne), p. 178.
5. 1 2 3  Claude Charvet, Histoire de la sainte église de Vienne, 1761, Chez C. Cizeron, 798 p. (lire en ligne), p. 212.
6. 1 2 3 4 5 6 7  René Poupardin, Le Royaume de Provence sous les Carolingiens, 855-933, Paris, Librairie Émile Bouillon, 1901, 468 p. (lire en ligne), p. 251-254, Appendice n°8.
7. 1 2 3 4 5 6  Ulysse Chevalier, Notice chronologico-historique sur les archevêques de Vienne : d'après des documents paléographiques inédits, Vienne, 1879, 18 p. (lire en ligne), p. 10-11.
8. ↑  Louis Duchesne, Fastes épiscopaux de l'ancienne Gaule. Provinces du Sud-Est (tome premier), vol. 3, Paris, Thorin et fils, 1894, 356 p. (lire en ligne), p. 150.
9. 1 2  René Poupardin, Le Royaume de Provence sous les Carolingiens, 855-933, Paris, Librairie Émile Bouillon, 1901, 468 p. (lire en ligne), p. 92.
10. 1 2  René Poupardin, Le Royaume de Provence sous les Carolingiens, 855-933, Paris, Librairie Émile Bouillon, 1901, 468 p. (lire en ligne), p. 105.
11. ↑  Claude Charvet, Histoire de la sainte église de Vienne, 1761, Chez C. Cizeron, 798 p. (lire en ligne), p. 233.